# Gare de Frick
La gare de Frick (en allemand Bahnhof Frick) est une gare ferroviaire suisse de la ligne du Bözberg, elle est située sur le territoire de la commune de Frick, dans le Canton d'Argovie.

## Situation ferroviaire
Établie à 360 mètres d'altitude, la gare de Frick est située au point kilométrique (PK) 51,8 de la ligne du Bözberg, entre les gares ouvertes d'Eiken et de Brugg.